# Brårud
Brårud est une localité norvégienne située sur la commune de Nes dans le comté d'Akershus.